# El milagro de P. Tinto
El milagro de P. Tinto es una película española de género surrealista-cómica, relatada en retrospectiva, dirigida por Javier Fesser y escrita por él mismo junto con su hermano Guillermo Fesser. La película, estrenada en 1998, ganó el Premio Goya a los mejores efectos especiales.

## Sinopsis
P. Tinto (Luis Ciges) está obsesionado con tener una gran familia, lo que le lleva a poner en marcha su "proyecto", un clásico dibujo con palillos, mostrando una numerosa familia donde se observa a un padre, una madre, ocho niños y, al final del dibujo, un garabato de un ratón, y debajo el lema "Familia P. Tinto". En un banquillo de su escuela, conoce a Olivia Prieto (Silvia Casanova), una muchacha ciega, que se sienta junto a él y toma el papel. Pasando su mano sobre el mismo dice: "Ah, esto es justo lo que necesito; no sé si será suficiente, pero es lo que busco". P. Tinto se enamora de su mirada (sin saber de su ceguera).
En su pasado ambos oyen de casualidad a los padres decir que para tener niños hicieron "tralari, tralarí", estirando y contrayendo con los pulgares los tirantes que sostienen sus pantalones. Olivia y P. Tinto, de acuerdo con lo oído, guardan ese secreto para cuando llegue el momento intentar tener hijos al ritmo de "tralari, tralarí". Lógicamente aquello no les da ningún resultado. En su casa, situada en el campo, ven pasar los años, así como el Expreso Pendular del Norte (que pasa velozmente cada 25 años), hasta que un día, tras pedirle a San Nicolás desesperadamente que les dé un hijo, aparecen dos marcianos, José Ramón (Javier Aller) y el Teniente (Emilio Gavira), cuyo OVNI, un "Desplazable Aerodinámico Topolino Coupé XT3", se avería de casualidad frente a la casa de los P. Tinto. Éste y Olivia, al confundir a los marcianos con los hijos que han pedido al santo en sus oraciones, acaban por adoptarlos como hijos suyos, a pesar de que los marcianos les explican insistentemente que vienen de otro planeta. Sin embargo, P. Tinto no siente a los "niños" como propios, por lo que decide adoptar un niño africano. Entonces aparece Pancho José (Pablo Pinedo), un gigantón extranjero escapado de un manicomio, que lleva consigo una bombona a cuestas, y P. Tinto contrata a Usillos (Janfri Topera) para que construya una habitación a su hijo "africano", personaje que, aparte de ser un constructor excesivamente nacionalista, está dispuesto a convertirse en un gran ufólogo y trabajar para la NASA.
Con esta singular mezcla de personajes comienzan a sucederse divertidas y surrealistas historias, viajes en el tiempo, el cierre de la fábrica de obleas de P. Tinto, la vocación sacerdotal de uno de los marcianos y, sobre todo, el ansia de Pancho por volver a ver a su madre, que murió aplastada por una caja de queso de tetilla.

## Reparto
- P. Tinto: Luis Ciges

- P. Tinto (niño): Andrés Calamardo
- P. Tinto (adulto joven): Bermúdez

- Olivia: Silvia Casanova

- Olivia (niña): Sonia Calamardo
- Olivia (adulta joven): Goizalde Núñez

- Joselito: Pablo Pinedo

- Joselito (niño): Pedro Morales

- Marciano 1, El Teniente: Emilio Gavira

- Marciano 2, José Ramón: Javier Aller

- Usillos: Janfri Topera

- Padre Marciano: Tomás Sáez

- Crispín: Germán Montaner

- Bartolo: Janusz Ziemniak

- Manikomien Direktorr: Pepe Viyuela

- P. Tinto Padre: Juan Manuel Chiapella

## Banda sonora

### Música ajena empleada en la película
- "Mirando al mar"

- Letra: César de Haro

- Música: el maestro Marino (Marino García González: Añover de Tajo, 1910).

- Intérprete: Jorge Sepúlveda.

- "Eres fea"

- Autor: J.A. García Gallo.

- Intérprete: Tommy.

- "Amor de verano"

- Autores: Roger Greenaway y Roger Cook.

- Intérpretes: Las Hermanas Ross (acompañantes de Jaime Morey en la edición de 1972 del Festival de Eurovisión).

- "Tengo un OVNI formidable": contrafactura literal de "Mi vaca lechera".

- Letra original: Jacobo Morcillo.

- Música: Fernando García Morcillo.

- Intérpretes: Juan Luis Cano (voz), acompañado de una pequeña orquesta; clarinete: Andreas Prittwitz.

- "Paseando con papá"

- Autores: Augusto Algueró, S. Guardia y J. Hubert.

- Intérpretes: Los tres Carino

- "A lo loco, a lo loco"

- Letra: Antonio Guijarro Campoy (letrista de Conchita Bautista, Carmen Sevilla, Marisol y el Dúo Dinámico) y Josefina Sancha Santolaria.

- Música: José María Gil Serrano (colaborador habitual del guitarrista flamenco Luis Maravilla

- Intérpretes: Luisa Linares y los Galindos

- "Yeh Yeh"

- Música: Rodgers Lee Grant y Laurdine "Pat" Patrick. Fue grabada por primera vez por Mongo Santamaría en el disco de 1962 Watermelon Man.

- Letra: añadida posteriormente por Jon Hendricks para su trío Lambert, Hendricks & Ross.

- Intérpretes: Los 3 Sudamericanos.

- "Skirts"

- Autor: Joe Roberts, encargado del banjo en la orquesta de Slatz Randall.

- Intérpretes: Pasadena Roof Orchestra en el álbum Steppin' Out (Pasadena Records; CD PRO 2; disco grabado en directo en Inglaterra; 1989).

- "NASA is Coming" ("Llega la N.A.S.A."). Se compone de tres fragmentos correspondientes a:

- "Adventure Island" - Autor: Wolfgang Käfer, incluido en el álbum Leisure/Romance/Travel (Carlin Recorded Music Library – CARLIN 222, 1995).
- "Friendly Aliens" - Autor: Ron Goodwin, incluido en el álbum Cinema Classics (KPM Music - KPM-0355, 1998).
- "Starfleet" - Autor: A. P. Jackman, incluido en el álbum The Hollywood Series / Sci - Fi (KPM Music – KPM 343, 1997).

- "El milagro": se emplea música de Mozart perteneciente al final de La flauta mágica.

- También se emplea la música de Eurovisión, que es el preludio instrumental del "Te Deum" en re mayor de Marc-Antoine Charpentier.

### Banda sonora original
- - Además de emplearse la grabación "Skirts", de la Pasadena Roof Orchestra, hay otras tres piezas de estilo Dixieland en la película, y se hicieron para ella: "Education Stomp" (que se oye en la secuencia de los cursillos), "Suspender Crawl" ("El ñaca-ñaca de los tirantes") y "Spaceship Shuffle", compuestas por Matthew L. Simon (antaño, miembro de Música Urbana) y John Dubuclet, e interpretadas por ellos con su banda Matthew L. Simon & Friends.

- - El resto de la música original es de Suso Saiz:

- "Grosnik: La locura"
- "Olivia, P. Tinto y el rayo"
- "El milagro de P. Tinto"
- "Lejía y ranas"
- "Hasta que haga isla, Padre"
- "Los días inolvidables"
- "La carta roja"
- "Un niño gordo en el muelle"
- "Pesadilla"
- "Educación"
- "Sueño africano"
- "P. Tinto y el tiempo"

## Premios
| Año  | Premio      | Categoría                        | Resultado |
| ---- | ----------- | -------------------------------- | --------- |
| 1999 | Premio Goya | A los mejores efectos especiales | Ganadora  |